# Invasion de scorpions d'Assouan
 (novembre 2021).

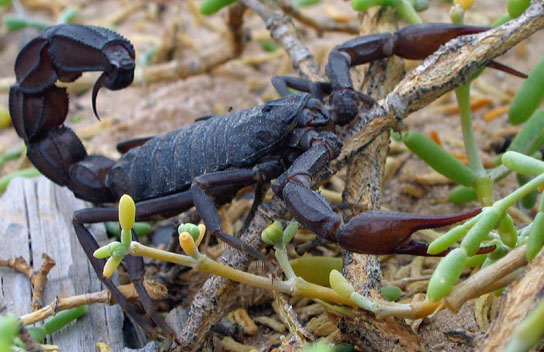
Scorpion noir.

L'invasion de scorpions d'Assouan est survenue le 12 novembre 2021 dans la région d'Assouan, en Égypte, après des inondations causées par de fortes pluies. Plus de 500 personnes ont été blessées par piqûres.

## Incident
L'incident a eu lieu dans la ville d'Assouan, dans le sud de l'Égypte, alors que de fortes pluies et des vents forts sont survenus près du Nil. Les eaux de crue ont fait fuir les scorpions Androctonus crassicauda hors de leurs habitats vers des zones reculées où plus de 500 personnes ont été blessées. Les incidents ont atteint leur paroxysme les 11 et 12 novembre lorsqu'un grand nombre de personnes se sont précipitées vers les hôpitaux.
Les premiers bilans attribuaient trois décès à des piqûres de scorpion, mais des rapports ultérieurs indiquaient que les victimes avaient été électrocutées par des fils tombés.
Selon les médias égyptiens, des doses supplémentaires d'anti-venin ont été livrées aux centres médicaux voisins. Le ministère de la Santé a dit aux gens de ne pas s'approcher du désert, de la végétation et des arbres, et de rester chez eux.